# Burst the Bubble
Burst The Bubble è un album dei The Company of Snakes, pubblicato nel 2002 per l'Etichetta discografica SPV GmbH.

## Tracce
1. Ayresome Park (Moody) – 0:59
2. Labour Of Love (Marsden) – 4:07
3. Ride, Ride, Ride / Run, Run, Run (Marsden, Moody, Andes) - 4:47
4. Burst The Bubble (Marsden, Moody, Murray, Lingwood) – 4:25
5. Sacrificial Feelings (Moody) – 4:30
6. What Love Can Do (Marsden) – 5:40
7. Little Miss Happiness (Marsden, Moody) – 4:11
8. Hurricane (Marsden, Berggren, Moody) – 5:25
9. Kinda Wish You Would (Marsden) – 4:06
10. Days To Remember (Marsden , Moody) – 5:53
11. Back To the Blues (Berggren , Moody) – 4:28
12. All Dressed Up (Marsden, Moody) – 4:17
13. Can't Go Back (Marsden) – 5:09
14. She (Marsden, Moody, Murray, Lingwood) – 3:59
15. Ayresome Park - Reprise (Moody) – 1:00

## Formazione
- Micky Moody – chitarra, voce
- Bernie Marsden – chitarra, voce
- Neil Murray – basso
- Don Airey - tastiera
- John Lingwood – batteria
- Stefan Berggren - voce